# 乌毛蕨
东方乌毛蕨（学名：Blechnum orientale）是一种乌毛蕨科乌毛蕨属植物。这种植物分布于中国江西、浙江、四川、贵州、广西、广东、湖南、海南、福建和台湾等地；亚洲热带其他地区也有。

## 变种
冠羽乌毛蕨为乌毛蕨科乌毛蕨属下的一个变种。